# Тето Берауди (Кунео)
Тето Берауди је насеље у Италији у округу Кунео, региону Пијемонт.
Према процени из 2011. у насељу је живело 16 становника. Насеље се налази на надморској висини од 696 м.